# 1918年鐵路
此條目列出1918年發生有關鐵路運輸的事件。

## 事件

### 2月
- 2月3日：舊金山雙峰隧道通車[1][2]。

### 3月
- 3月19日：美國國會採納標準或「鐵路」時間，自1884年起成為國家標準。
- 3月21日：鐵路控制法案（英语：Railroad Control Act）成為法律，保證美國鐵路管理局（英语：United States Railroad Administration）在第一次世界大戰結束後交還私人擁有和美國鐵路管理權。

### 9月
- 9月6日：加拿大北方鐵路（英语：Canadian Northern Railway）國有化，後來成為加拿大國家鐵路一部分。

### 11月
- 11月1日：臺東線平林信號場（今林榮新光車站）、大和停車場（今大富車站）啟用。
- 11月15日：獨立的愛沙尼亞國家鐵路公司（英语：Eesti Raudtee）成立[3]。